# 鳳林鎮百年茄苳樹
鳳林鎮百年茄苳樹是台灣花蓮縣鳳林鎮南平山之中央山脈山腳下的一株老茄冬樹，又名重陽木。樹高約二十公尺，胸徑二點五公尺，胸圍五點七公尺，樹冠幅約一百六十平方公尺。樹幹中已被蛀蝕成為中空，而樹齡約300年左右。花蓮縣政府已列為珍貴稀有老樹。
該地名「茄冬腳」（又稱為「茄冬下」）乃以茄冬樹為地標而命名。
據傳說，民國二十年代，在地工人於樹根部的根穴中，安置香爐供工人們膜拜，祈求平安，沿為本地人虔誠敬奉的守護神。